# Allactaga balikunica
Allactaga balikunica és una espècie de mamífer rosegador de la família dels dipòdids. Viu a Mongòlia i la Xina (Xinjiang). Es tracta d'un animal nocturn que s'alimenta d'arrels, tubercles, insectes i larves. Els seus hàbitats naturals són els deserts i semideserts. És una espècie en risc mínim, és a dir, no sembla que hi hagi cap amenaça significativa per a la seva supervivència.